# Mammillaria estebanensis
Mammillaria estebanensis (укр. Мамілярія естебаненсіс, Мамілярія естебанська) —сукулентна рослина з роду мамілярія (Mammillaria) родини кактусових (Cactaceae).

## Етимологія
Видова назва дана Джорджем Ліндсі, який сам і знайшов цю рослину, за місцем знахідки на острові Сан-Естебан.

## Систематика
Девід Гант недавно звів цей та інший острівний вид, Mammillaria angelensis, до підвидів Mammillaria dioica. Але через те, що ці рослини живуть ізольовано на островах Каліфорнійської затоки, лише з нечастими випадками знахідок на материку, Джон Пілбім вважає її окремими видами. Крім того, у них абсолютно індивідуальний зовнішній вигляд, набутий за багато років. Згідно із сучасною класифікацією Андерсона Мамілярія естебанська виділена в окремий вид.

## Загальна біоморфологічна характеристика
Рослини ростуть поодиноко або групами, іноді кущаться, маючи до 50 пагонів.
| Орган              | Опис |
| Коріння            | |
| Стебло             | циліндричне, округлене апікально, до 50 см заввишки, 6-10 см в діаметрі. Звичайна рослина менше ніж 30 см заввишки. |
| Епідерміс          | сіро-зелений. |
| Маміли             | тверді, пірамідальні, без молочного соку.                                                                           |
| Ареоли             | |
| Аксили             | з пухом і приблизно з 5-8 білими щетинками до 8 мм завдовжки як маміли.                                             |
| Центральні колючки | одна, коричневі (каштанові) з більш темними шоколадного відтінку кінцями, прямі або з гачком, завдовжки 4-15 мм.    |
| Радіальні колючки  | 15-22, голчасті, прямі, коричневі (каштанові) до золотистих, поступово переходять до білого, до 10 мм завдовжки.    |
| Квіти              | воронкоподібні або схожі на дзвіночок, білі, до 20 мм завдовжки, 25 мм в діаметрі, рильця маточки світло-зелені.    |
| Бутони             | |
| Зовнішні пелюстки  | |
| Внутрішні пелюстки | |
| Тичинки            | |
| Маточка            | |
| Плоди              | червоні, від 15 до 20 мм завдовжки.                                                                                 |
| Насіння            | чорне. |

## Ареал
Енденмічна рослина Мексики. Ареал зростання — острови Сан-Естебан і Сан-Лоренцо, штат Баха-Каліфорнія.
Зустрічається в широкій долині з південно-східної сторони острова Сан-Естебан, в Каліфорнійській затоці, так само була знайдена на острові Сан-Лоренцо, де, згідно Ліндсі Mammillaria estebanensis росте разом з Mammillaria dioica, що підтверджує її відокремлений видовий статус.

## Утримання в культурі
Як й інші види цього ряду, в культурі цей є досить складним для вирощування. Росте досить повільно. Коренева система слабо розвинена і дуже чутлива до перезволоження, потребує хорошого дренажу. Посуд для вирощування важливо підібрати відповідним до розміру коренів — найчастіше невеликий. Не вимагає частої пересадки (до 3-4 років і більше), що набагато безпечніше, ніж часті пересадки, навіть при збільшенні кореневої системи.